# Calle 72 (Manhattan)

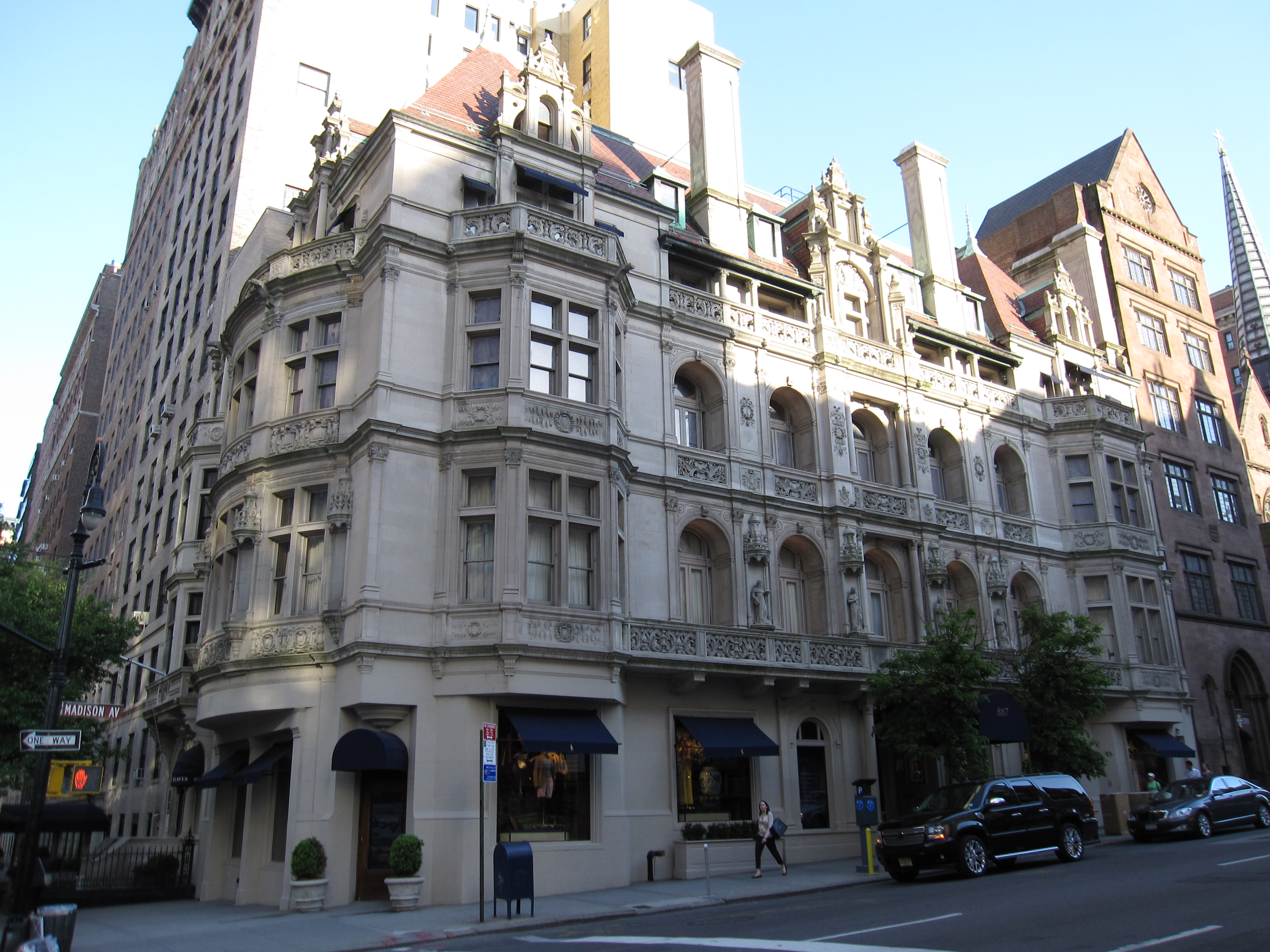
La Casa de Gertrude Rhinelander Waldo, en la esquina con la Avenida Madison.

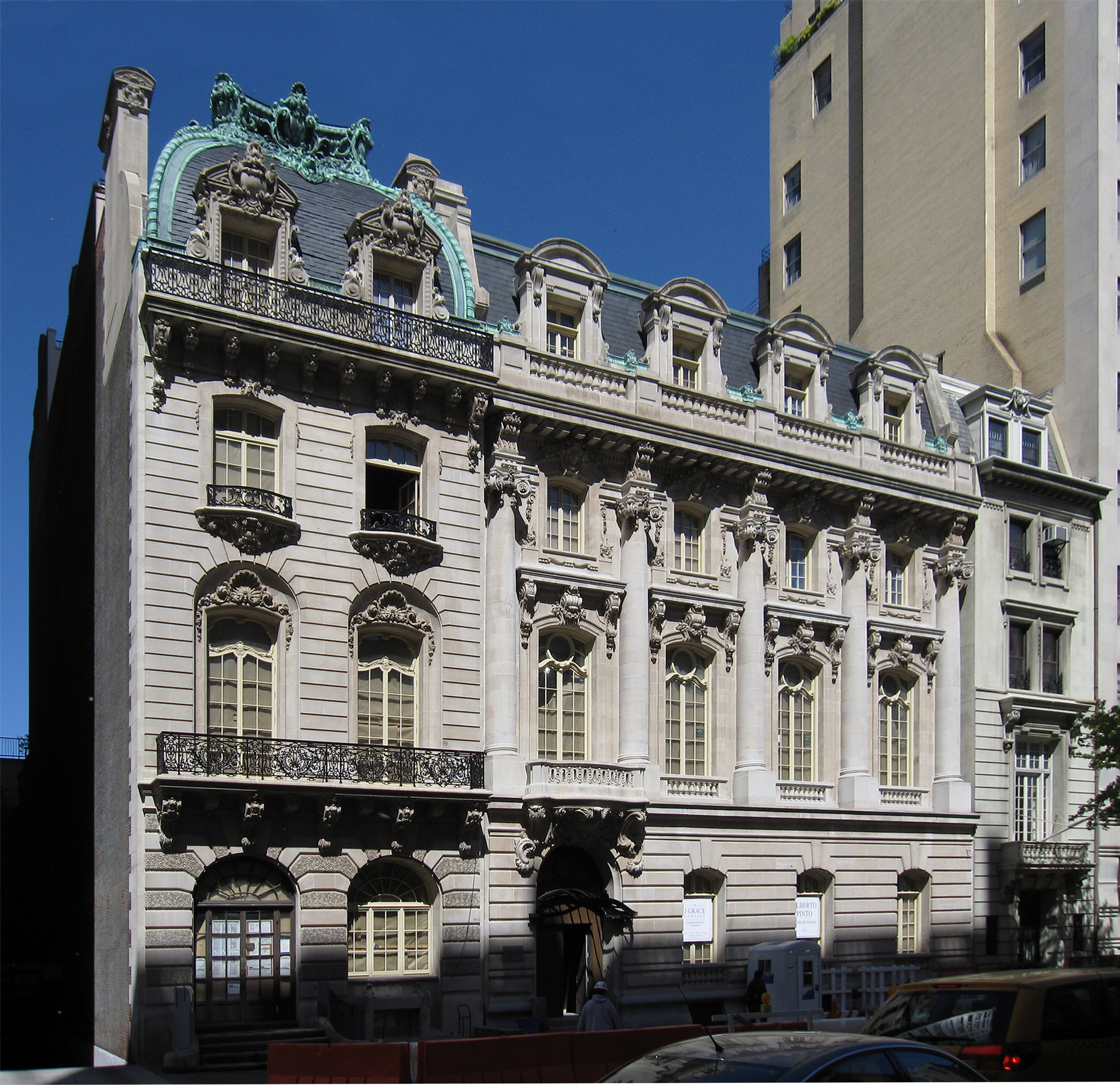
La Casa Henry T. Sloane y la casa Oliver Gould Jennings en los 7–9 Calle 72 Este

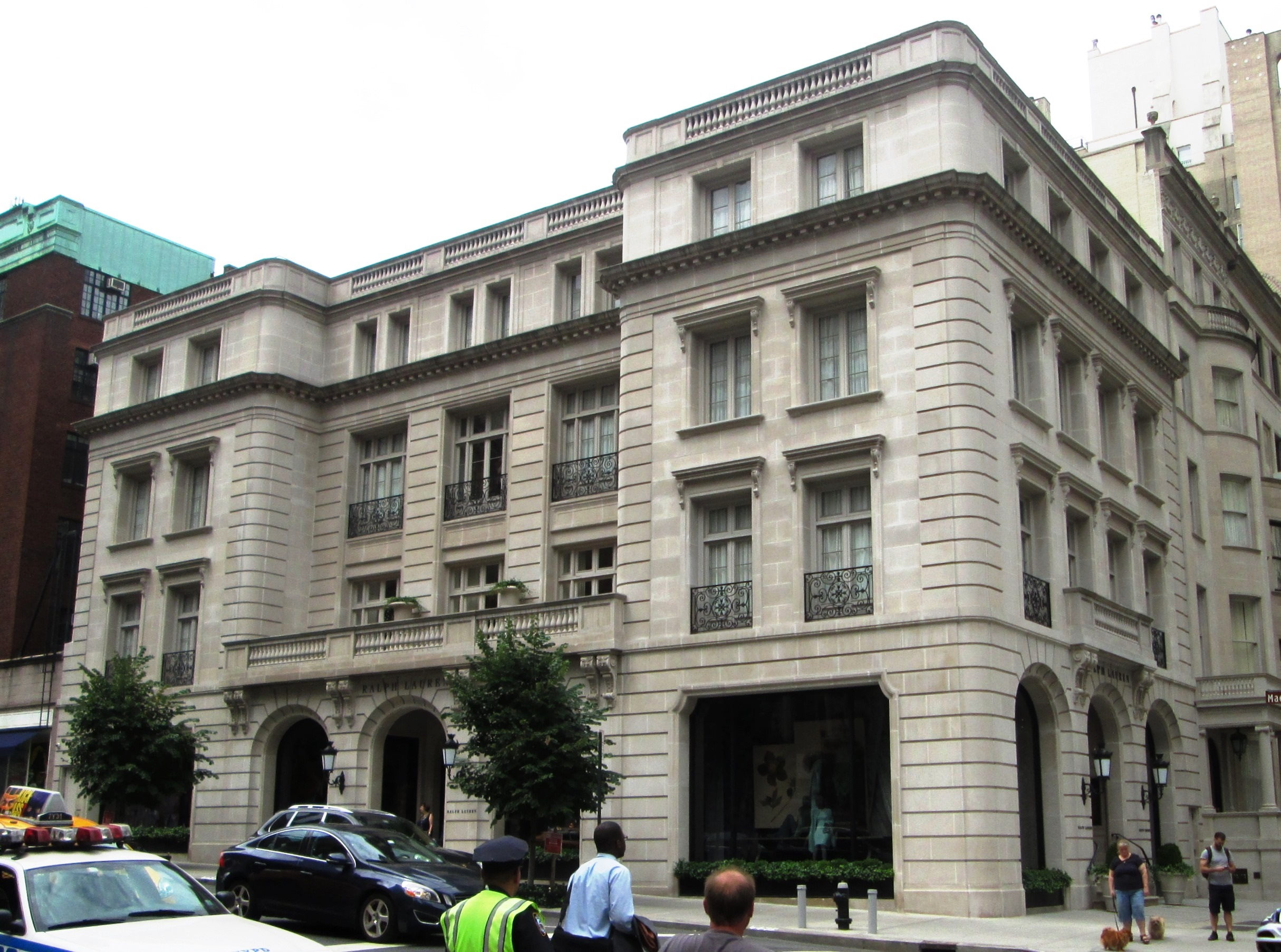
888 Madison Avenue en la calle 72 este, construida por Ralph Lauren en 2010

La calle 72 (en inglés: 72nd street) es una de las principales calles de doble sentido que cruzan de este a oeste el borough neoyorquino de Manhattan. La calle recorre principalmente tanto los barrios de Upper West Side como el Upper East Side. Es una de las pocas calles que cruzan el Central Park a través de la Women's Gate, Terrace Drive, e Inventors Gate aunque Terrace Drive suele estar cerrado al tráfico vehicular.

## Historia
La calle fue diseñada dentro del Plan de los Comisionados de 1811 como la más meridional de las 15 calles de sentido este-oeste que tendrían un ancho de 100 pies (30,5 m) mientras que las otras calles sólo tenían un ancho de 60 pies (18,3 m)).
El 11 de octubre del 2006, Belaire Apartments, un complejo de departamentos de 50 pisos ubicado en el 524 Calle 72 Este entre York Avenue y la FDR Drive, fue el sitio de un accidente aéreo involucrando el avión de Cory Lidle.

## Monumentos

### Lado este
En la Tercera Avenida, el bloque de departamentos Tower East (1960) estableció un nuevo modelo para edificios de residencias: un bkiqye de la torre retrocedía del frente de la calle y se aislaba en una base baja.
La mansión de Charles L. Tiffany diseñada por los arquitectos McKim, Mead & White y construida en 1882 en la esquina noreste de Madison Avenue, fue demolida en 1936 y reemplazda por un bloque de departamentos (19 Calle 72 Este) diseñado por los arquitectos Mott B. Schmidt y Rosario Candela.). La Mansión Rhinelander, en la esquina sureste esta hoy ocupada por Ralph Lauren.
La mansión que alguna vez estuvo en la esquina sureste de la Quinta Avenida fue la primera mansión de la edad dorada en ser reemplazada por un bloque de departamentos, 907 Fifth Avenue.

### Lado Oeste
El edificio de departamentos The Dakota se ubica en la esquina noroeste de la Calle 72 Oeste y Central Park West.
El edificio Park & Tilford, en la esquina suroeste de la Calle 72 Oeste y Columbus Avenue, construía por el vendedor del mismo nombre, fue diseñado por McKim Mead & White. El New York Times observó que la apertura en septiembre de 1893, "fue asistida por cientos que admiraron el edificio y la artística demostración". El artículo añadía que "no hay edificio comercial mas hermoso en el lado oeste" y el New-York Tribune lo llamó "un adorno arquitectónico para el barrio." El edificio fue convertido al uso residencial en 1972.
En la calle 72, Broadway cruza la Décima Avenida creando un pequeño espacio triangular, Verdi Square; al sur de este está Sherman Square.
El monumento a Eleanor Roosevelt en la parte sur de Riverside Park marca la intersección de la calle 72 con Riverside Drive. El edificio Chatsworth Apartments (344 Calle 72 Oeste), un monumento de la ciudad diseñado por el arquitecto John E. Scharsmith, se levanta en el extremo occidental de la calle 72, donde se une a Riverside Boulevard.

## Transporte
La calle 72 tiene tres estaciones del Metro de Nueva York:
- 72nd Street en Broadway y la Avenida Ámsterdam servida por los trenes 1, 2 y 3.
- 72nd Street en Central Park West servida por los trenes A, B y C.
- 72nd Street en la Segunda Avenida servida por los trenes N, Q y R.

El bus M72 provee servicios cruzando la isla desde el Upper East Side – York Avenue (rumbo este) o West Side – Freedom Place (rumbo oeste) a través de la calle 72. El M72 atraviesa Central Park en la calle 65 debido a que Terrace Drive, la vía interna del parque, suele estar cerrada al tráfico vehicular. 
La estación 72nd Street del New York Central Railroad existió previamente en Park Avenue, y ahora atiende a la Park Avenue main line del Ferrocarril Metro–North. La estación cerró aproximadamente en 1901, y una salida de emergencia es el único vestigio de la existencia de la estación. .

## Residentes notables

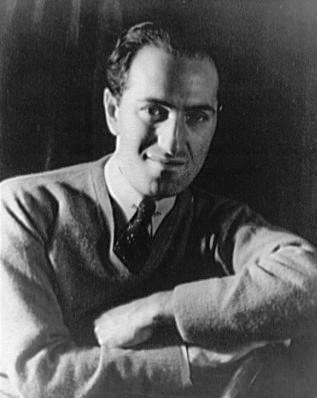
George Gershwin

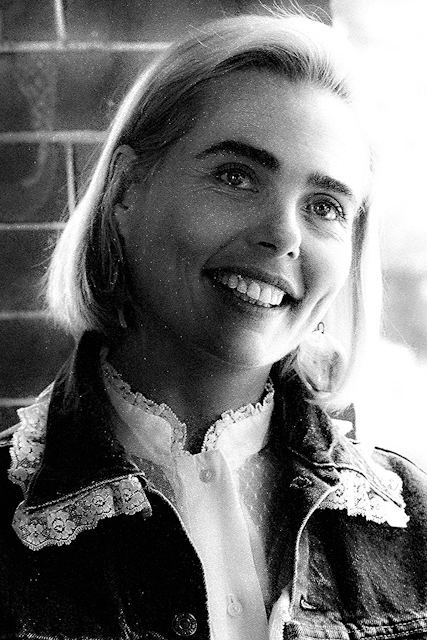
Margaux Hemingway

- Manny Acta, mánager de la Liga Mayor de Béisbol, 524 Calle 72 Este
- Robert Agostinelli, multimillonario, 36 Calle 72 Este
- Allan Arbus, actor, 319 Calle 72 Este
- Arthur Ashe, tenista, 360 Calle 72 Este
- Lauren Bacall, actriz, 1 Calle 72 Este
- Ivan Boesky, corredor de bolsa, 524 Calle 72 Este
- Carol Higgins Clark, autor de misterio, 524 Calle 72 Este
- Thomas E. Dewey, dos veces gobernador del estado de Nueva York, 141 Calle 72 Este[7]
- Marc Eidlitz, constructor, 123 Calle 72 Este
- Joan Fontaine, actriz británica-estadounidense, 160 Calle 72 Este[8]
- Alex Gard, caricaturista
- George Gershwin, compositor y pianista, 132 Calle 72 Este[9]
- Hugh J. Grant, Alcalde de la ciudad de Nueva York, 20 Calle 72 Este
- Margaux Hemingway, modelo y actriz, 12 Calle 72 Este
- Louise Huff, actriz, 155 Calle 72 Este
- John Lennon, músico y compositor, 1 Calle 72 Este
- Barbara Margolis, defensora de los derechos de los presos, 30 Calle 72 Este
- David Margolis, industrial, 30 Calle 72 Este
- Louis Marshall, abogado, 47 Calle 72 Este
- James Merrill, poeta, autor de "164 Calle 72 Este"
- Yoko Ono, artista y activista, 1 Calle 72 Este
- Dorothy Parker, escritora, 214 Calle 72 Este[10]
- George Plimpton, escritor y editor, 541 Calle 72 Este
- Lee Radziwill, actriz y socialite, 160 Calle 72 Este
- Jason Robards, Jr., actor, 1 Calle 72 Este
- Marvin R. Shanken, editor, 524 Calle 72 Este
- Winthrop H. Smith, banquero de inversiones
- Harold Stanley, cofundador de Morgan Stanley, 4 Calle 72 Este[11]
- John Steinbeck, escritor, 190 y 206 Calle 72 Este[7]
- James Stillman, hombre de negocios, 9 Calle 72 Este
- Aileen Osborn Webb, comerciante de artesanías